# チェスキー・チェシーン - フリーデク・ミーステク線
チェスキー・チェシーン - フリーデク・ミーステク線（チェコ語;Železniční trať Český Těšín – Frýdek-Místek）は、チェコ国鉄の鉄道線の名称である。路線番号は322。
1888年、皇帝フェルディナント北部鉄道（k.k. privilegierte Kaiser Ferdinands-Nordbahn, KFNB）の路線として開業した。かつてはフリーデク - チェスキー・チェシーン間にのみ列車が運行されていたが、2015年12月にチェスキー・チェシーン - チェシン間にも運行される様になり、国際路線となった。

## 歴史
北部鉄道は1886年1月1日付きにモラヴィア・シレシア都市間鉄道（Mährisch-Schlesische Städtebahn）の建設、運営に関する許可を新たに獲得した。1887年4月7日にビストリッツ（現在ビスジツェ・ポド・ホスティーネム） - ビーリッツ（現在ビェルスコ＝ビャワ）区間の工事が始まって、1888年6月1日に終了した。
1906年10月の法案により、この路線を含めて北部鉄道の路線網はオーストリア帝国鉄道（k.k. Staatsbahnen, kkStB）により引き受けられた。都市間鉄道は軍事戦略・経済発展の目的で建設されたものの、全区間を貫通する列車はなかった。
第一次世界大戦の終戦後、オーストリア＝ハンガリー帝国の解体によりこの路線が属する地域はチェコスロバキアに帰属した。既存の都市間鉄道はチェコスロバキアとポーランド間国境線により分離された。この路線は1920年代初にチェコスロバキア国鉄（Československé státni dráhy, ČSD）により引き受けられた。

## 運行形態
全て各駅停車で、1時間に1本の運転。半数がチェスキー・チェシーン発着で、国境を越えてポーランドのチェシンまで乗り入れるのは2時間に1本となる。また、チェスキー・チェシーンで320号線のモスティ方面普通と接続し、半数が320号線プラハ方面特急と接続する。
2015年以前は、チェスキー・チェシーン - チェシン間に列車が運行されていなかった。2018年以前は、朝の片道1本のみ、323号線から直通し、フリードラント・ナド・オストラヴィチー→フリーデク・ミーステク→チェシンの系統で運行される便があった。

## 駅一覧
以下では、チェコ国鉄322号線の駅と営業キロ、停車列車、接続路線などを一覧表で示す。なお、全て各駅停車である。
| 路線名 | 駅名                                           | 駅間営業キロ | 累計営業キロ           | 累計営業キロ       | 接続路線                             | 所在地                 | 所在地                   |
| ------ | ---------------------------------------------- | ------------ | ---------------------- | ------------------ | ------------------------------------ | ---------------------- | ------------------------ |
| 322    | フリーデク・ミーステク駅                       | -            | コイェチーンから 111.6 | フリーデクから 0.0 | 323号線                              | モラヴィア・スレスコ州 | フリーデク・ミーステク郡 |
| 322    | ドブラー・ウ・フリードク・ミーストク駅         | 5.3          | 116.9                  | 5.3                |                                      | モラヴィア・スレスコ州 | フリーデク・ミーステク郡 |
| 322    | ドブラチツェ・ポド・プラシヴォウ駅             | 4.4          | 121.3                  | 9.7                |                                      | モラヴィア・スレスコ州 | フリーデク・ミーステク郡 |
| 322    | ホルニー・トシャノヴィツェ駅                   | 2.6          | 123.9                  | 12.3               |                                      | モラヴィア・スレスコ州 | フリーデク・ミーステク郡 |
| 322    | フノイニーク駅                                 | 2.8          | 126.7                  | 15.1               |                                      | モラヴィア・スレスコ州 | フリーデク・ミーステク郡 |
| 322    | ストルジーテジ・ウ・チェスケーホ・チェシーナ駅 | 2.3          | 129.0                  | 17.4               |                                      | モラヴィア・スレスコ州 | フリーデク・ミーステク郡 |
| 322    | ロピツェ・ザーレシー駅                         | 2.6          | 131.6                  | 20.0               |                                      | モラヴィア・スレスコ州 | フリーデク・ミーステク郡 |
| 322    | ロピツェ駅                                     | 2.8          | 134.4                  | 22.8               |                                      | モラヴィア・スレスコ州 | フリーデク・ミーステク郡 |
| 322    | チェスキー・チェシーン駅                       | 3.7          | 138.1                  | 26.5               | 320号線、321号線                     | モラヴィア・スレスコ州 | カルヴィナー郡           |
| 322    | チェシン駅                                     | 2.6          |                        | 29.1               | ポーランド国鉄90号線（チェシン方面） | シロンスク県           | チェシン郡               |